# Víctor Arribas Vega
Víctor Arribas Vega (Madrid, 1966) és un periodista i presentador de ràdio i televisió espanyol.

## Trajectòria
Va estudiar Ciències de la Informació en la Universitat Complutense de Madrid. Ha desenvolupat la seva carrera des de 1988 en ràdio, premsa i televisió.
En 1990 es va incorporar de la mà de José Antonio Ovies als Serveis Informatius de Onda Cero. Durant una dècada va dirigir els espais locals de Madrid. Va presentar les desconnexions territorials dels programes Al Día (1992-1994), Noticias Mediodía (1990-1999) i La Brújula (1994-1998). Durant aquest temps va rebre els premis Villa de Madrid (1994), Premi Madrid de la Cambra de Comerç i Indústria (1995) i Antena de Plata (1996).
El setembre del 1999 va rebre l'encàrrec del Cap d'Informatius Javier Algarra per a dirigir i presentar l'informatiu de cobertura nacional Noticias Mediodía, amb el qual va estar en antena fins a setembre de 2002 i pel qual li va ser concedida l0Antena de Oro per la Federació d'Associacions de Ràdio i Televisió en 2002. Va ser nomenat Subdirector dels Serveis Informatius de la cadena al setembre de 2002, càrrec que va ocupar fins a setembre de 2003. En els seus últims mesos a Onda Cero va dirigir els informatius de Cap de setmana.
A l'abril de 2004 va acceptar la proposta de Telemadrid per a posar-se al capdavant de l'informatiu Telenoticias, que va començar a presentar al costat de Susana Pfingsten. Des de setembre de 2007 fins a 2010, la seva companya davant les cambres va ser María Pelayo, i la seva última co-presentadora va ser Cristina Ortega. En 2009 l'informatiu va arribar a ser el programa amb major audiència de Telemadrid. Ha presentat a més els programes especials emesos pel canal madrileny des de 2004, incloent les nits electorals i els debats cara a cara entre els candidats a la presidència de la Comunitat i l'alcaldia de Madrid en 2007 i 2011, i a la presidència del Govern en 2008. Pel seu treball en Telemadrid ha rebut el Premi del Club Internacional de Premsa (2006), la seva segona Antena de Plata (2007) i el Micròfon de plata de l'APEI (2010).
Ha dirigit i presentat en 2008 el programa radiofònic Flashback a Onda Madrid, sobre cinema.
Durant dues temporades, entre 2010 i 2011, va presentar i va dirigir el programa de debat Madrid Opina, en el qual va prendre el relleu d'Ernesto Sáenz de Buruaga, amb discrets resultats d'audiència. En gener de 2012, Arribas inicià un nou projecte a 13tv, on dirigí i presentà el programa d'informació i anàlisi Al Día, junt amb Inmaculada Galván. També va presentar l'espai setmanal d'entrevistes de la cadena.
En la temporada 2012-2013 es va incorporar a la cadena radiofònica ABC Punto Radio, on va exercir com a Subdirector dels Serveis Informatius fins a la desaparició de la cadena pel seu acord empresarial amb COPE.
Arribas ha estat també analista en diversos programes de diferents cadenes de televisió i ràdio a Espanya. Va col·laborar des de 2012 fins a 2016 a La noche en 24 horas del canal 24 horas, a El debate de La 1 de TVE i a Los Desayunos de TVE, als debats de Castilla-La Mancha Televisión, als espais d'actualitat de 13tv, a Madrid Despierta de Telemadrid i als programes La Mañana, La Tarde i La linterna de COPE. En 2014 va abandonar el programa Las mañanas de Cuatro a Cuatro després de només dos mesos de col·laboració. Entre setembre de 2015 i 2016 Arribas va realitzar una secció diària en el programa de 13tv Más claro agua. L'any 2013 es va encarregar de presentar una secció dedicada al cinema clàssic en el programa radiofònic De Película s Ràdio Nacional d'Espanya.
Al setembre de 2016, fitxa per Televisió Espanyola, per a presentar i dirigir la nova temporada de La noche en 24 horas al seu Canal 24 Horas, en substitució de Sergio Martín Herrera. Això va comptar amb l'oposició del Consell d'Informatius de TVE, que va manifestar les seves reserves quant a la neutralitat que s'espera del moderador d'un debat polític, recordant les condemnes judicials a Telemadrid per emetre informació inexacta. La seva elecció com a moderador del debat postelectoral dels comicis gallec i basc el 25 de setembre de 2016 va ser també criticada pel Consell d'Informatius i el Comitè Intercentres de RTVE.
Ha escrit articles d'opinió a El Mundo, La Vanguardia i Diario de Alcalá. Ha col·laborat a Madridiario.es i a El Digital de Madrid. Actualment escriu periòdicament articles d'opinió sobre l'actualitat política en la versió digital d'El Economista. Col·labora en la revista digital The Cult escrivint crítica de cinema

## Activitat editorial
És autor dels llibres El Cine Negro i El Cine Negro-2 , editats per Notorious Ediciones, en els quals realitza sengles estudis crítics de les pel·lícules més destacades del gènere en la seva època clàssica. La publicació de la segona part d'aquesta obra es va produir al desembre de 2015.
En 2016 va publicar el seu tercer llibre dedicat a l'estudi del cinema, Goof! Los mejores gazapos del cine, editat per Espasa.
També ha escrit El Cine de los Hermanos Marx, i és coautor d' El Universo de Woody Allen, El universo de Clint Eastwood i El Universo de Orson Welles. En 2015 participà en la publicació del llibre Adictos a El Crack, un homenatge a la pel·lícula El Crack.

## Altres activitats
Ha estat professor de Televisió en la Universitat CEU San Pablo (Institut d'Estudis Professionals) i ha impartit classes en l'Institut Municipal per a la Formació i l'Ocupació (IMEFE).